# Maltovník

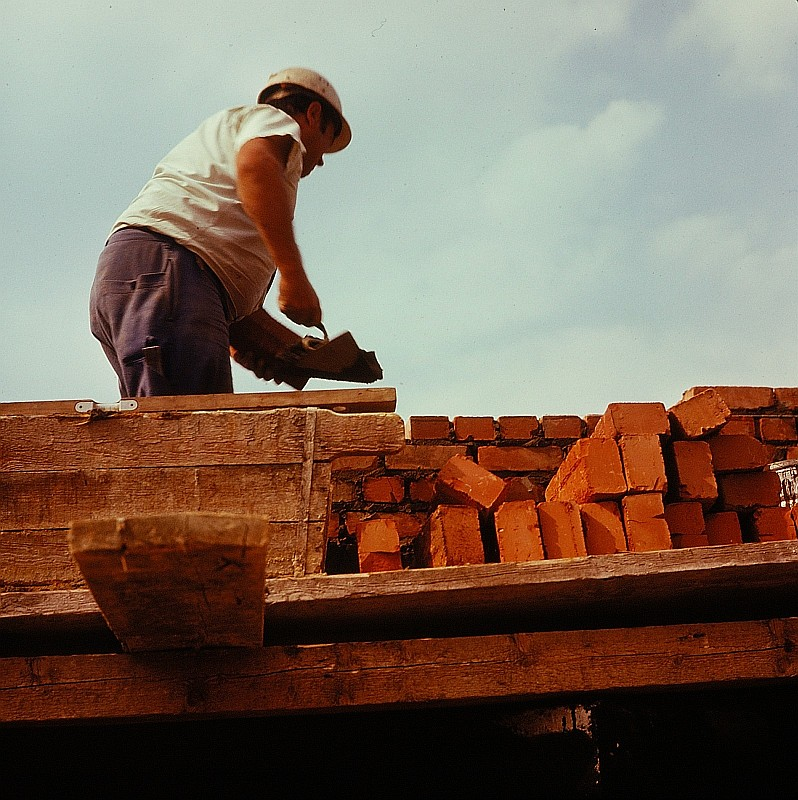
Maltovník v popředí, před zedníkem

Maltovník, také truhlík na maltu, cizím slovem kalfas, je větší plechová nebo plastová, obdélníková nádoba na maltu k ruce zedníka. Používá se na lešení a všude tam, kam není možné s kolečkem malty přímo přijet. Muž, vysoký 180 cm, dopraví ručně se šufanem s délkou násady 120 cm maltu z kolečka do maltovníku až do výšky cca 3 metrů.Výše už je nutno použít lana a kbelíku.

## Popis
Maltovník je hranatá nádoba z plechu tloušťky 0,8 až 1 mm. Směrem nahoru se trochu rozšiřuje, aby bylo možno obsah vyklopit. Má rozměry 350 x 650 mm a výšku 260 mm. Obsah je 80 litrů, (kolečko má asi 150 litrů). Pojme asi 0,5 kolečka malty. Maltovník má v každém rohu držadlo, aby se dal přenášet.

## Použití
V maltovníku se také míchá menší množství malty nebo betonu. Nejméně namáhavé je míchání úzkými hráběmi.

## Historie
Za časů monarchie a I.republiky bývaly maltovníky dřevěné. Na podzim, když se na stavbách končilo, se posbíraly veškeré zbytky dřeva a dovezly se ke stavitelovi na dvůr pod přístřešek. V zimě pak prominentní zedník k závisti kolegů měl práci - stloukal z nich dřevěné maltovníky.